# グリマーマン
『グリマーマン』（The Glimmer Man）は、1996年公開のアメリカ合衆国のアクション映画。

## ストーリー
ロサンゼルス市民は、一般家庭をターゲットにした連続猟奇殺人事件に恐怖していた。それは、十字架にかけられたキリストのように、被害者を壁に磔刑にするという残酷極まりないものであり、8か月で6件も起きていた。この犯人を世間は「ファミリーマン」と呼んでいた。
ニューヨークから赴任してきたジャック・コールは、刑事としての洞察力などその他方面にかけての力を認められ、殺人課の刑事ジム・キャンベルと組んでファミリーマン事件に当たることになる。ジャックとジムが被害者を検死しているところへ赴くと、被害者は骨肉腫に罹っており、余命は幾ばくもなかったことを告げられる。
ある日、市内の学校で生徒による立て籠もり事件が発生する。現場に急行し事件を解決したジャックのところへ、町の実力者フランク・デベレルの用心棒ドナルド・カニンガムが現れる。立て籠もり犯はデベレルの継子ジョニーであったため、罪を軽くするため事件の供述に色をつけてほしいとのことだった。ジャックは半ば脅しともとれるドナルドの言葉を一蹴する。
そして数日後、またファミリーマン事件が発生する。被害者はジャックの前妻エレンで再婚した夫と共に壁に磔にされていた。現場にはジャックの指紋が多数発見され、ジャックは窮地に追い込まれる。しかし、ジャックはこの事件はファミリーマンの仕業ではないことを見抜く。誰もジャックの意見には耳を傾けないが、ジムはジャックと共に捜査を進めるのだった。

## キャスト
| 役名                       | 俳優                                 | 日本語吹替                                        | 日本語吹替                                   |
| 役名                       | 俳優                                 | ソフト版                                          | テレビ朝日版                                 |
| -------------------------- | ------------------------------------ | ------------------------------------------------- | -------------------------------------------- |
| ジャック・コール           | スティーヴン・セガール               | 玄田哲章                                          | 大塚明夫                                     |
| ジム・キャンベル           | キーネン・アイヴォリー・ウェイアンズ | 江原正士                                          | 山路和弘                                     |
| フランク・デベレル         | ボブ・ガントン                       | 小川真司                                          | 糸博                                         |
| ミスター・スミス           | ブライアン・コックス                 | 小島敏彦                                          | 堀勝之祐                                     |
| ジェシカ・コール           | ミシェル・ジョンソン                 | 叶木翔子                                          | 幸田夏穂                                     |
| ドナルド・カニンガム       | ジョン・M・ジャクソン                | 大友龍三郎                                        | 廣田行生                                     |
| クリストファー・メイナード | スティーヴン・トボロウスキー         | 石井隆夫                                          | 岩崎ひろし                                   |
| ミリーの父親               | ピーター・ジェイソン                 | 宝亀克寿                                          | 西村知道                                     |
| ハリス警部補               | ライアン・カトロナ                   | 石波義人                                          | 山野史人                                     |
| ローデン刑事               | リチャード・ガント                   | 宝亀克寿                                          | 宝亀克寿                                     |
| ジョニー・デベレル         | ジョニー・ストロング                 | 中多和宏                                          | 野島健児                                     |
| スミスのボディガード       | ロバート・メイルハウス               | 仲野裕                                            | 堀之紀                                       |
| ミリー                     | ニッキ・コックス                     | 佐藤しのぶ                                        | 弓場沙織                                     |
| メラニー・サーデス         | ウェンディ・ロビー                   | 宮寺智子                                          | 望木祐子                                     |
| 検死官                     | ハリス・ラスカウィ                   | 天田益男                                          | 石波義人                                     |
| ファレル刑事               | デニス・コックラム                   | 伊藤和晃                                          | 斎藤志郎                                     |
| 役不明又はその他           |                                      | 西宏子 大川透 小野未喜 増田ゆき 柳沢栄治 高瀬右光 | 後藤哲夫 小野未喜 小高三良 園田恵子 小野健一 |
|                            |                                      |                                                   |                                              |
| 演出                       |                                      | 蕨南勝之                                          | 壺井正                                       |
| 翻訳                       |                                      | 平田勝茂                                          | 徐賀世子                                     |
| 録音                       |                                      | 新井保雄                                          |                                              |
| 調整                       |                                      | 新井保雄                                          | 飯塚秀保                                     |
| 効果                       |                                      |                                                   | VOX                                          |
| 音響制作                   |                                      | 中西真澄                                          |                                              |
| プロデューサー             |                                      | 東慎一                                            |                                              |
| 制作                       |                                      | ワーナー・ホーム・ビデオ プロセンスタジオ         | グロービジョン                               |
| 初回放送                   |                                      |                                                   | 1999年8月29日 『日曜洋画劇場』               |

## スタッフ
- 製作：スティーヴン・セガール、ジュリアス・R・ナッソー
- 監督：ジョン・グレイ
- 脚本：ケヴィン・ブロドビン
- 音楽：トレヴァー・ラビン
- 撮影：リック・ボタ